# Attentati di Copenaghen del 2015
Gli attentati di Copenaghen sono stati due attacchi terroristici avvenuti a Copenaghen tra le ore 15:33 del 14 febbraio 2015 e le 00:50 del 15 febbraio 2015. I due attacchi hanno causato la morte di due civili ed il ferimento di cinque agenti di polizia. Il presunto attentatore è stato successivamente ucciso dalla polizia. L'obiettivo del primo attentato era probabilmente il vignettista svedese Lars Vilks, in passato autore di una vignetta satirica dove aveva raffigurato il profeta Maometto con le fattezze di un cane.

## Attentati

### Attacco al Krudttønden Café

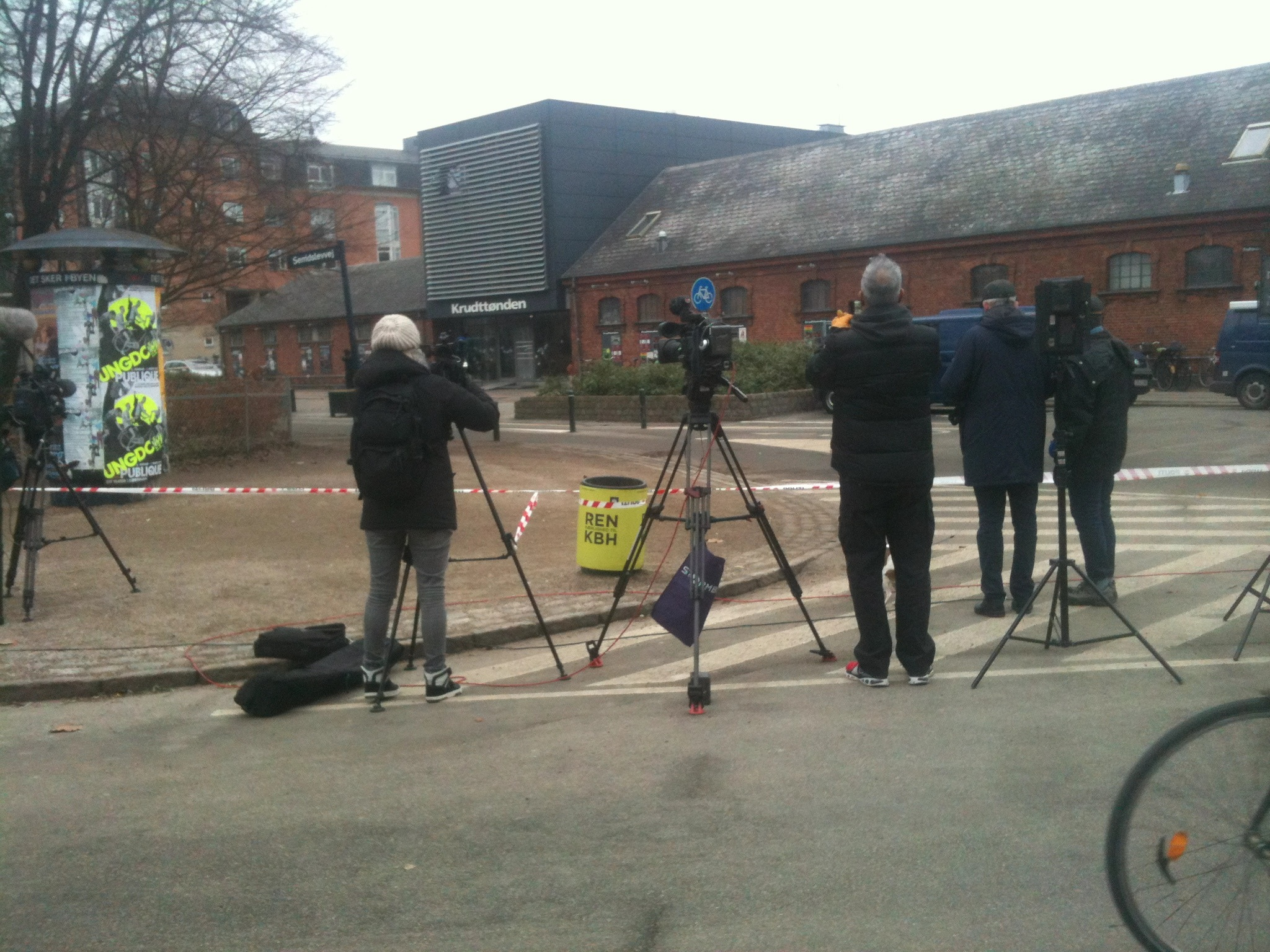
Il Krudttønden Café il 14 febbraio, poco dopo l'attentato

Alle ore 15:33 del 14 febbraio 2015, un giovane con un passamontagna, armato di una Colt Canada C7, ha aperto il fuoco all'interno del Krudttønden Café, noto locale che organizza concerti jazz, dove si teneva un convegno dal nome Arte, blasfemia e libertà di espressione (in danese: Kunst, blasfemi og ytringsfrihed), organizzato in ricordo della strage compiuta nel gennaio precedente alla sede del giornale satirico francese Charlie Hebdo.
Erano presenti al convegno il vignettista Lars Vilks, possibile obiettivo della sparatoria, l'ambasciatore francese in Danimarca François Zimeray, la parlamentare Jette Plesner Dali, del Partito Popolare Danese, l'attivista FEMEN Inna Shevchenko e Helle Merete Brix, una degli organizzatori dell'evento. Nel primo attacco ha perso la vita il regista cinquantacinquenne Finn Nørgaard, mentre tre agenti di polizia sono rimasti feriti.
Dopo la sparatoria, l'attentatore ha rubato una Volkswagen Polo di colore scuro ed è fuggito, abbandonando poi l'autovettura a pochi chilometri di distanza.

### Attacco alla Sinagoga Grande

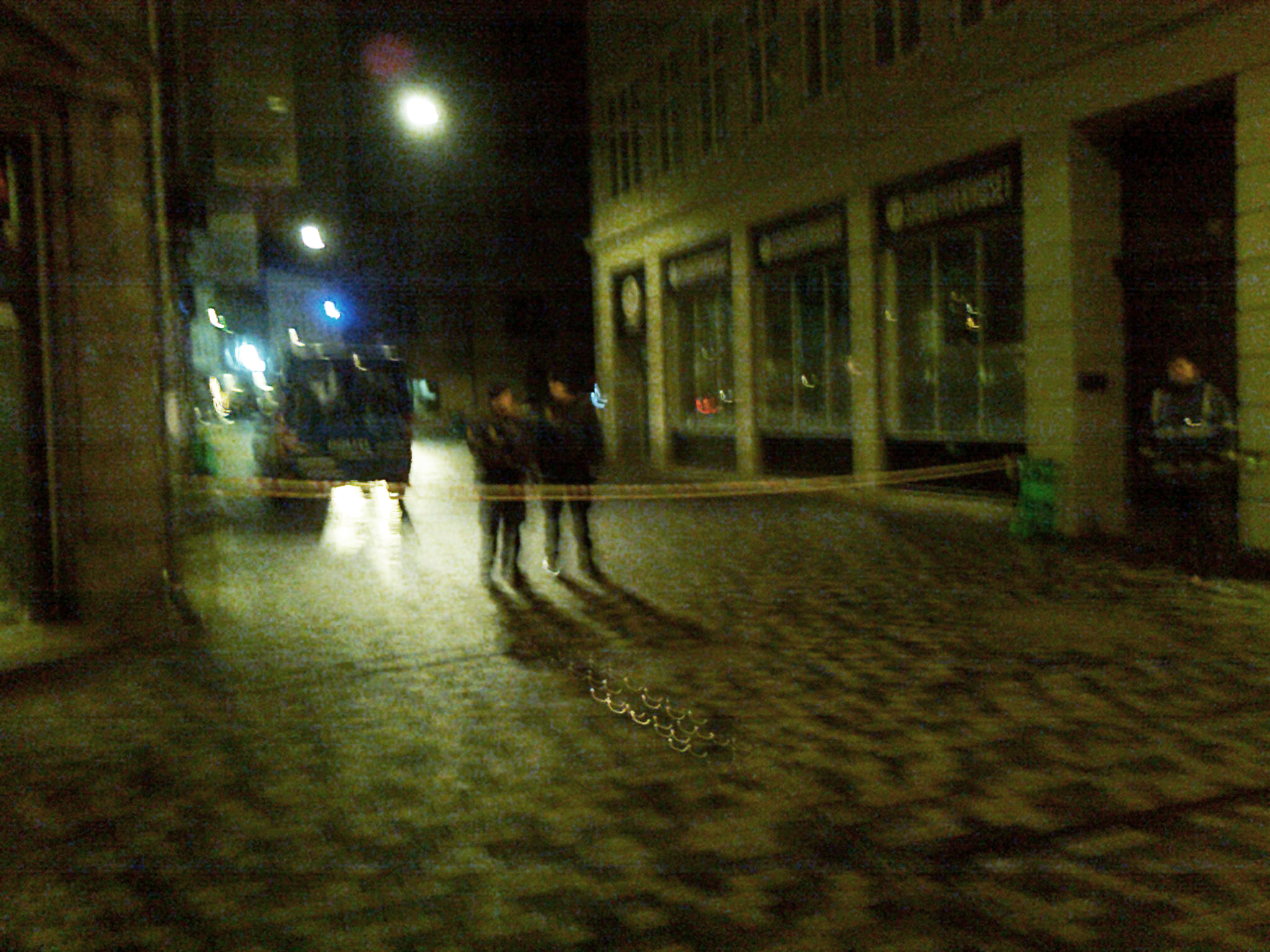
Blocco della polizia nei pressi della stazione di Nørreport, tre ore dopo l'attacco della sinagoga grande

Verso le 00:50 del 15 febbraio, avvenne un'altra sparatoria presso la sinagoga grande di Copenaghen, nel centro della città, dove si stava svolgendo una cerimonia bar mitzvah. Un giovane membro della comunità ebraica, il trentasettenne Dan Uzan, venne gravemente ferito alla testa,  morendo successivamente, mentre due poliziotti appartenenti al Politiets Efterretningstjeneste (Servizio d'Informazioni della Polizia) rimasero feriti alle braccia e alle gambe.
La stazione metropolitana di Nørreport, situata vicino alla sinagoga, venne subito evacuata dalla polizia ed a nessun treno venne concesso il permesso di giungere alla stazione.

## Terrorista
Alle 5:25 del mattino del 15 febbraio, la polizia ha riferito di aver ucciso nei pressi della stazione di Nørrebro il presunto attentatore, identificato come Omar Abdel Hamid El-Hussein, nato a Vordingborg l'11 settembre 1992 da genitori giordano-palestinesi, il quale era uscito di prigione due settimane prima degli attacchi. La polizia, durante una conferenza stampa, ha dichiarato che il sospetto è l'autore di entrambi gli attentati. El-Hussein era già noto alla polizia per violenze e possesso di armi illegali.

## Vittime
- Finn Nørgaard, 55 anni, regista e produttore di documentari per la televisione danese, ucciso nell'attacco al Krudttønden Café[9].
- Dan Uzan, 37 anni, membro della comunità ebraica di Copenaghen e guardiano della Grande Sinagoga, dove circa 80 persone stavano assistendo ad una cerimonia bar mitzvah. Uzan, di padre israeliano e madre danese, è stato ucciso durante il secondo attentato, all'esterno della Sinagoga[17].

## Reazioni
La regina Margherita II di Danimarca ha esortato il Paese all'unità, dicendo che "in una situazione così difficile è importante mantenersi uniti e proteggere i valori sui quali è costruita la Danimarca". Il primo ministro danese, Helle Thorning-Schmidt, ha definito i due attentati "un cinico atto di terrore contro la Danimarca". Hanno condannato gli attentati e espresso cordoglio alla nazione il primo ministro norvegese Erna Solberg, il primo ministro inglese David Cameron, l'Alto rappresentante dell'Unione per gli affari esteri e la politica di sicurezza Federica Mogherini, il primo ministro dell'Australia Tony Abbott, il presidente della Francia François Hollande e la redazione di Charlie Hebdo, il primo ministro olandese Mark Rutte, il presidente della Romania Klaus Iohannis e il primo ministro di Israele Benjamin Netanyahu, il quale ha detto: "Di nuovo gli ebrei vengono uccisi su suolo europeo solo perché sono ebrei. Questa ondata di attacchi terroristici continuerà". Ha poi ribadito, rivolgendosi agli ebrei danesi: "Israele è la vostra casa".